# Bellino (Italia)
Bellino (Blins in occitano, Bellin in francese, Blìn in piemontese) è un comune italiano di 99 abitanti della provincia di Cuneo in Piemonte. È situato nell'alta Valle Varaita e faceva parte della Comunità montana Valli Po, Bronda, Infernotto e Varaita.

## Geografia fisica

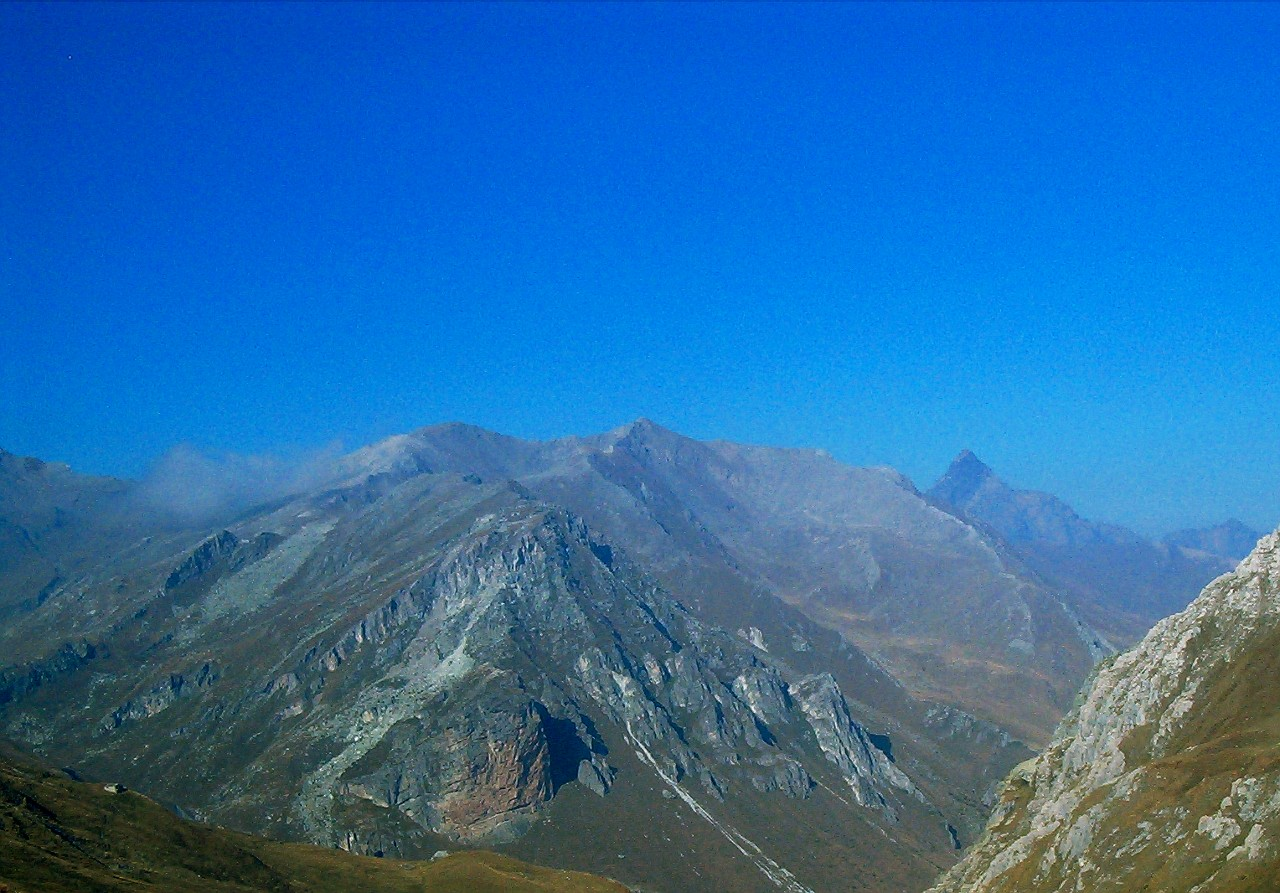
Il monte Ferra

Situato su di uno sprone del Monte Ferra, Blins occupa le estreme propaggini della Valle Varaita completando un'escursione altimetrica che dai 1 400 m s.l.m. della Borgata Rubeiretto giunge ai 3340 m del Gran Rubrèn coprendo una distanza di 10 km. Posto al confine con l'Haute Ubaye e con il Queyras, a sud del Monviso e ad est dello Chambeyron, si presenta come una piccola valle che, stretta all'imbocco, si apre aumentando di altitudine fino a formare ampi ed esposti ripiani. Attraversata dal torrente Varaita, affluente del Po, è da questi divisa in due versanti dei quali quello occidentale si presenta generoso di pascoli e alpeggi mentre quello meridionale, per la maggior parte, boscoso.
Dal punto di vista fisico la Valle di Bellino, altrimenti detto "Vallone", appartiene al Brianzonese del Varaita.

### Geologia
Le rocce che formano i monti della valletta nella quale è ubicato Bellino sono in parte di granito e di quarzo anche se non mancano tratti in cui predomina la calcare o l'arenaria. Nella parte occidentale, poco distante dalla Borgata Chiazale, sul lato ad est del torrente Varaita, sono ancora visibili i resti di una miniera di ferro rimasta attiva fino alla metà del XVIII secolo.

### Flora e fauna
La valletta di Bellino presenta un'ampia varietà di piante vegetali e di specie animali.
Flora
Artemisia absinthium, Cetraria islandica, Chicorium intybus, Equisetum palustre, Matricaria chamomilla, Malva rotundifolia, Cicutaria fetida, Mentha piperita.
Fauna
Vulpes vulpes, Martes foina, Martes martes, Marmota marmota, Cuculus canorus, Rupicapra rupicapra, Picus viridis, Salma faris

## Storia
(Marco Tullio Cicerone, De lege agraria (Contra Rullum), Oratio II, 63 a.C.)

### Stanziamento dei Celto-Liguri
Luogo di confine tra popoli e nazioni, la storia della comunità di Bellino è segnata da vicende di emigrazioni e guerre.
Se dell'Era preistorica poco o nulla è dato sapere, si sa con certezza che attorno al 500 a.C. per l'accresciuto numero delle loro genti, tribù di Liguri si spostarono dalle coste mediterranee dell'Italia occidentale nell'odierno basso Piemonte e nelle valli alpine attigue. Plinio il Vecchio, nel terzo libro della Naturalis historia, afferma che le tribù dei Liguri Caturigi ebbero dapprima la loro base nelle vicinanze di Embrun e Gap quindi si spostarono nel Queyras e di lì si riversarono attraverso la Valle Varaita nella pianura del Po. Di queste genti quelli che rimasero nelle alte valli, tra le quali quella di Bellino, presero ad essere indicati come Liguri Montani: data la natura semplice e tranquilla, lo stile di vita ordinato e, soprattutto, la posizione estremamente isolata che limitava al minimo indispensabile i contatti con il mondo esterno, questi conservarono de facto la loro libertà e la loro indipendenza sotto il governo del Regno dei Cozii Cozio e dei suoi successori prima, e sotto la diretta dominazione romana poi.

### Invasioni barbariche e Alto Medioevo
Al termine del IV secolo d.C. ha inizio quel gran movimento di genti germaniche definito generalmente invasioni barbariche. La valle di Bellino non è immune da questo fenomeno:
Nel 401 d.C. Alarico re dei Goti da Narbona attraversa i monti che separano il Queyras dal vallone di Bellino e, da qui disceso, muove guerra ai Romani.
Al termine del V secolo d.C. Godeberto re dei Burgundi, occupate le terre che poi costituiranno il Delfinato, si risolve a passare le Alpi per compiere razzie: è verosimile, benché non vi siano dati storici certi, che scelga la via già tracciata da Alarico e saccheggi il Vallone e la bassa Valle Varaita.
All'inizio dell'VIII secolo d.C. Ariperto re dei Longobardi restituisce al Romano Pontefice il territorio delle Alpi Cozie da tempo occupato dalle genti longobarde. Tale restituzione viene poi confermata, alcuni anni dopo, da Liutprando re dei longobardi e d'Italia.
All'inizio del IX secolo d.C., Carlo Magno re dei Franchi e dei Longobardi divenuto imperatore del Sacro Romano Impero riorganizza lo Stato introducendo il feudalesimo e le contee: la valle di Bellino diviene parte del Comitato di Auriate.

### Basso Medio Evo ed Età Moderna
Sul limitare del Basso Medio Evo Bellino fa parte del territorio del Marchesato di Saluzzo che fu alternativamente vassallo del Delfinato e del Ducato di Savoia. Nel 1370 il territorio che, partendo dall'attuale località di Casteldelfino, giunge a comprendere le valli confinanti di Bellino e Pontechianale viene annessa come regione del Delfinato ed entra a far parte del Regno di Francia.
Nel 1713, in base al Trattato di Utrecht, un'ampia porzione del Delfinato comprendente Bellino (ed altri territori transalpini) viene ceduto da Luigi XIV al Duca di Savoia verso il corrispettivo della Contea di Barcelonnette e dell'Alta Valle dell'Ubaye. 
Il trattato, che sarà applicato per quanto interessa la zona di Bellino solo sotto Napoleone III, segna il distacco definitivo della valle di Blins dallo stato francese dopo 4 secoli, da qui uno dei modi utilizzati per indicarla: Vallée cédé.

### Simboli
Lo stemma e il gonfalone del comune di Bellino sono stati concessi con decreto del presidente della Repubblica del 14 febbraio 2008.
Il gonfalone è un drappo di bianco con la bordatura di azzurro.

## Monumenti e luoghi d'interesse

### Architetture religiose

Campanile della chiesa parrocchiale di San Giacomo in frazione Chiesa.

- Chiesa della Confraternita della Santissima Trinità, in borgata Chiesa (XVII secolo).
- Chiesa di San Giacomo, in borgata Chiesa (XIII-XIV secolo).
- Chiesa di Santo Spirito, nella frazione di Celle, costruita nel 1770.

### Architetture civili
Bellino Solare è un percorso guidato attraverso le oltre trenta meridiane presenti nelle borgate del comune. L'itinerario, percorribile a seguito di lavori di restauro eseguiti nel 2000, è suddiviso nelle quattro zone di Sant'Anna, Chiazale, Celle e Chiesa; ciascuna meridiana viene individuata da un codice formato da una lettera (meridiane vicine hanno lettere uguali) e da un numero progressivo.

## Società

### Evoluzione demografica
Abitanti censiti

## Cultura

### Ricorrenze
- La Beò, manifestazione storica in costume, con canti e danze, a ricorrenza biennale

Secondo alcuni storici è una rievocazione della scacciata dei "saraceni", secondo altri nella parata esistono delle stratificazioni e la scacciata è soltanto una di queste, in realtà il corteo potrebbe avere radici più arcaiche e la vecchia e il vecchio a capo del corteo potrebbero essere Mosè e consorte che conducono il loro popolo verso la Terra promessa.

### Feste e fiere
Si svolge la fiera dei 10, si festeggia Santo Spirito e la fiera dei mestieri e San Giacomo.

## Geografia antropica

### Suddivisioni amministrative
Di dimensioni modeste, si compone di due nuclei: il primo, situato nella parte più bassa e detto di S.Giacomo, comprende sei borgate: Ribiera, Maire dei Bernard, S.Giacomo, Fontanile, Bals e Pleyne (sede comunale); il secondo di sole tre: Celle, Prafoucher e Chiazale.

## Economia
La Valle di Bellino ha conosciuto un progressivo spopolamento, tale fenomeno ha profondamente inciso sull'economia di questo territorio sempre più indirizzata verso un turismo di seconde case e di piccola attività alberghiera. Pur non mancando esempi di famiglie che ancora portano avanti i mestieri tradizionali è necessario, volendo analizzare le attività economiche che hanno effettivamente contraddistinto la vita di questi luoghi riferirsi al passato.
L'economia bellinese si è caratterizzata fin dai primi insediamenti come autarchica e di mera sussistenza, fondata sull'allevamento, quasi esclusivamente di bovini, e sull'agricoltura: fieno, orzo, segale, biada, canapa e alcuni tipi di ortaggi fra cui spicca la patata.
Tali attività si svolgevano dalla fine della primavera all'inizio dell'autunno e, specie per quanto riguarda l'allevamento, erano regolate da rigide norme non scritte: tra queste si può ricordare il divieto, rispettato ab antiquo, di accedere agli erbaggi dei pascoli più alti non prima del giorno 26 di luglio. Con riferimento all'agricoltura, se si eccettua l'orticello domestico, non è mai stata presente nella Valle di Bellino, una vera e propria centuriazione essendo le proprietà divise fra molti possessori. Altresì non si hanno prove un sistema di coltivazione comune.

## Amministrazione

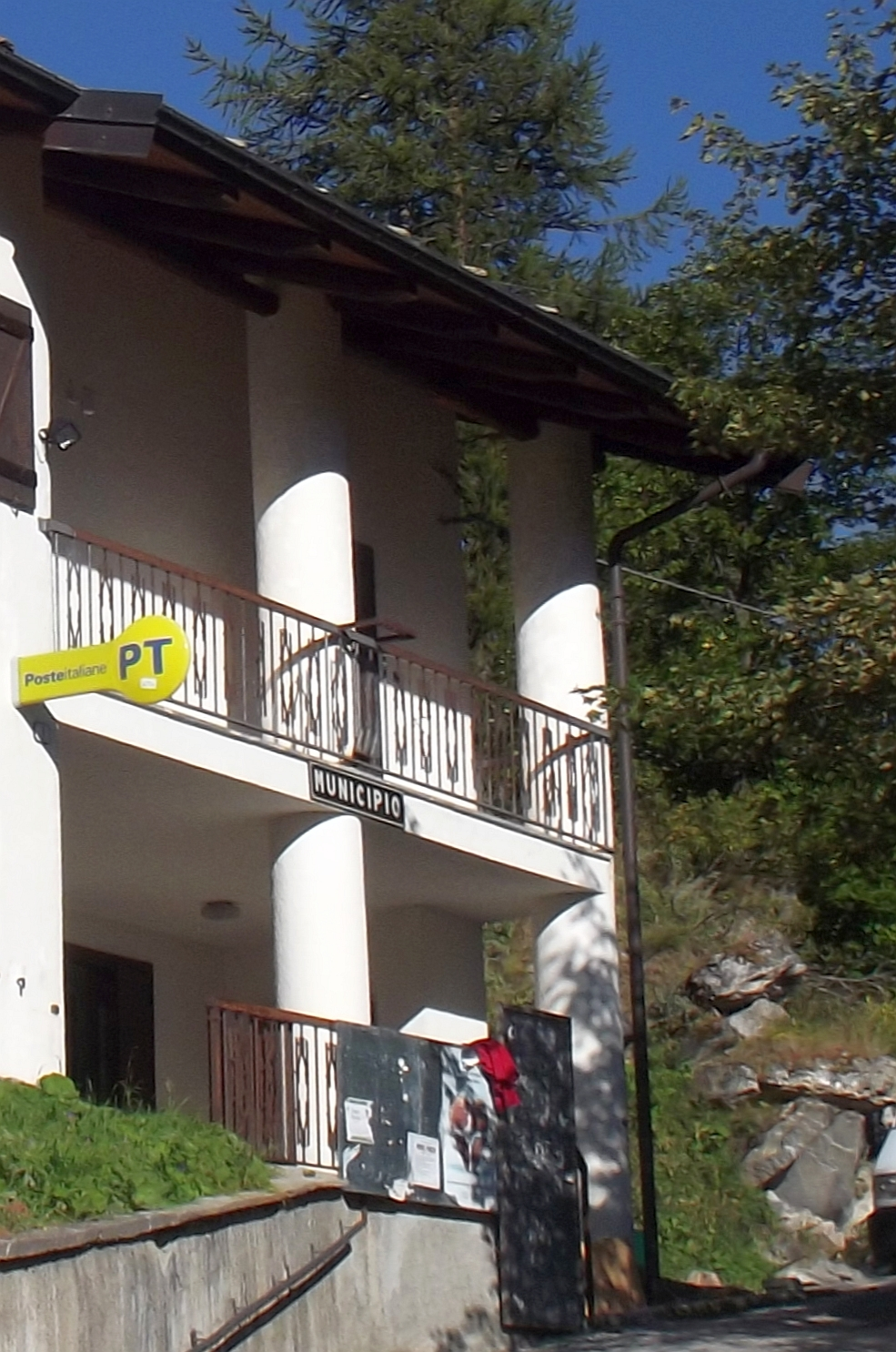
Il municipio

| Periodo        | Periodo        | Primo cittadino        | Partito         | Carica  | Note   |
| -------------- | -------------- | ---------------------- | --------------- | ------- | ------ |
| 14 giugno 1999 | 14 giugno 2004 | Giacomino Marc         | Centro-destra   | Sindaco | [ 11 ] |
| 14 giugno 2004 | 8 giugno 2009  | Guglielmo Richard      | Centro-sinistra | Sindaco | [ 12 ] |
| 8 giugno 2009  | 26 maggio 2014 | Mario Munari           | Centro-destra   | Sindaco | [ 13 ] |
| 26 maggio 2014 | 27 maggio 2019 | Mario Munari           | Centro-destra   | Sindaco | [ 14 ] |
| 27 maggio 2019 | 10 giugno 2024 | Mario Munari           | Centro-destra   | Sindaco | [ 15 ] |
| 10 giugno 2024 | in carica      | Valter Giovanni Borgna | Lista civica    | Sindaco | [ 16 ] |

### Altre informazioni amministrative
Il comune di Bellino faceva parte della Comunità montana Valli Po, Bronda, Infernotto e Varaita.